# Ur-
Die Vorsilbe Ur- dient dem Bezug auf eine lang vergangene, alte oder ursprüngliche Sache. Die Bedeutung „am Anfang, ursprünglich“ ist abgeleitet von althochdeutsch ur (nur 8./9. Jh.), altnordisch ōr oder gotisch us: „aus, aus … heraus“. Treffende Beispiele sind: Urahnen, Urzeit, Urwald, Urkunden und der Ursprung selbst. Im Sinne von „Ausgangspunkt“ findet sich die Vorsilbe auch in Uraufführung, Urinstinkt, Urknall oder Ursprache.
Im Sinne von „am Anfang, ursprünglich“ dient die Vorsilbe auch zur Verstärkung (Augmentativbildung) und Steigerung (Elativ) mancher Eigenschaftsworte: uralt, urgermanisch, uramerikanisch, ureigen und sogar uranfänglich.
Zur Steigerung wird die Vorsilbe „Ur-“ für Vorfahrengenerationen genutzt: Die Eltern der Großeltern einer Person sind die Urgroßeltern, deren Eltern die Ururgroßeltern, und so fort (siehe Generationsbezeichnungen). Auch für Nachkommen wird die Vorsilbe benutzt: Die Kinder von Enkeln sind Urenkel, deren Kinder sind Ururenkel (siehe Ur- bei Verwandtschaftsbezeichnungen).
Eine gänzlich andere Bedeutung im Sinne von „groß, vortrefflich, vorzüglich“ leitet sich ab vom alten Rind Ur oder Urochs (Auerochse, 1627 ausgestorben), entsprechende Bildungen sind aber altertümlich: Urgaul, Ursau oder Urkämpe. Seit den 1980er-Jahren findet sich diese Bedeutung im ost-österreichischen Deutsch als Verstärkungsfloskel der Jugendsprache wieder, vor allem im Wienerischen; so wird beispielsweise etwas als urgefährlich bezeichnet („besonders gefährlich“). Einige bereits verstärkende Modewörter werden damit noch gesteigert (Exzessiv): urcool oder urgeil.
Nur volkstümlich ist die Herleitung vom „Ur“vater Abraham, weil er aus der sumerischen Stadt Ur kam – die Silbe steht aber in diesem Fall der Vorsilbe Erz- nahe, von altgriechisch archē „der Erste, der Anfang“.